# J. Fred Coots
J. Fred Coots, voluit John Frederick Coots (Brooklyn, 2 mei 1897 – New York, 8 april 1985), was een Amerikaanse songwriter en pianist. 
Coots schreef meer dan 700 songs. Enkele van zijn bekendste composities zijn You Go to My Head uit 1936, dat zich ontpopte tot een jazzstandard, en Santa Claus Is Coming to Town, een kerstnummer uit 1934 dat een van de meest verkochte populaire Amerikaanse songs aller tijden is en dat door meer dan honderd artiesten is opgenomen. Van de bladmuziek van het nummer zijn meer dan vier miljoen exemplaren verkocht. Voor beide nummers schreef Haven Gillespie de tekst. Coots componeerde ook de populaire songs Love Letters in the Sand (1931; tekst van Nick en Charles Kenny), waarmee Pat Boone in 1957 vijf weken lang op nummer 1 stond in de Billboard Hot 100, en For All We Know (1934; tekst van Sam M. Lewis).
Coots werkte op een bank maar besloot in 1914 om van carrière te veranderen. Hij speelde piano in vaudeville-revues en publiceerde zijn eerste song in 1917. In 1922 schreef hij de muziek voor zijn eerste Broadway-show Sally, Irene and Mary, met tekst van Raymond Klages. Tot 1929 schreef hij de muziek voor een aantal Broadwayshows; de laatste was Sons o' Guns (1929). Daarna verhuisde hij naar Hollywood. Met tekstschrijver Benny Davis schreef hij nummers voor een aantal Cotton Club-revues. Later in zijn carrière speelde hij opnieuw in vaudeville en nachtclubs. In 1972 werd hij opgenomen in de Songwriters Hall of Fame.